# Helangebergte
Het Helangebergte (Chinees: 贺兰山, Mongools: Алшаа уул), soms ook Alashangebergte genoemd, is een geïsoleerd woestijngebergte in het noorden van China. Het gebergte ligt in de autonome regio's Binnen-Mongolië (unie Alxa) en Ningxia. De bergruggen liggen in noord-zuidrichting, parallel aan de naar het noorden stromende Gele Rivier. De rivier stroomt voornamelijk ten oosten van de bergen, maar in het noorden steekt hij over zonder een belangrijke kloof te maken en stroomt hij verder aan de westkant. In het westen ligt de extreem droge Tenggerwoestijn, terwijl in het oosten een geïrrigeerd gebied langs de Gele Rivier ligt, waarin de steden Yinchuan en Shizuishan liggen - iets verder naar het oosten ligt het Mu Us-gedeelte van de Ordoswoestijn. In het noorden ligt de Binnen-Mongoolse stad Wuhai.
Het gebergte is ongeveer 200 km lang van noord naar zuid en 15-50 km breed. De gemiddelde hoogte van het gebergte is ongeveer 2.000 meter. De Gele Rivier stroomt hier op ongeveer 1.100 m hoogte. Het hoogste punt van het Helangebergte ligt op 3.556 m. Het gebergte vormt de zuidoostelijke grens van de ecoregio halfwoestijn van het Alashanplateau.

## Galerij

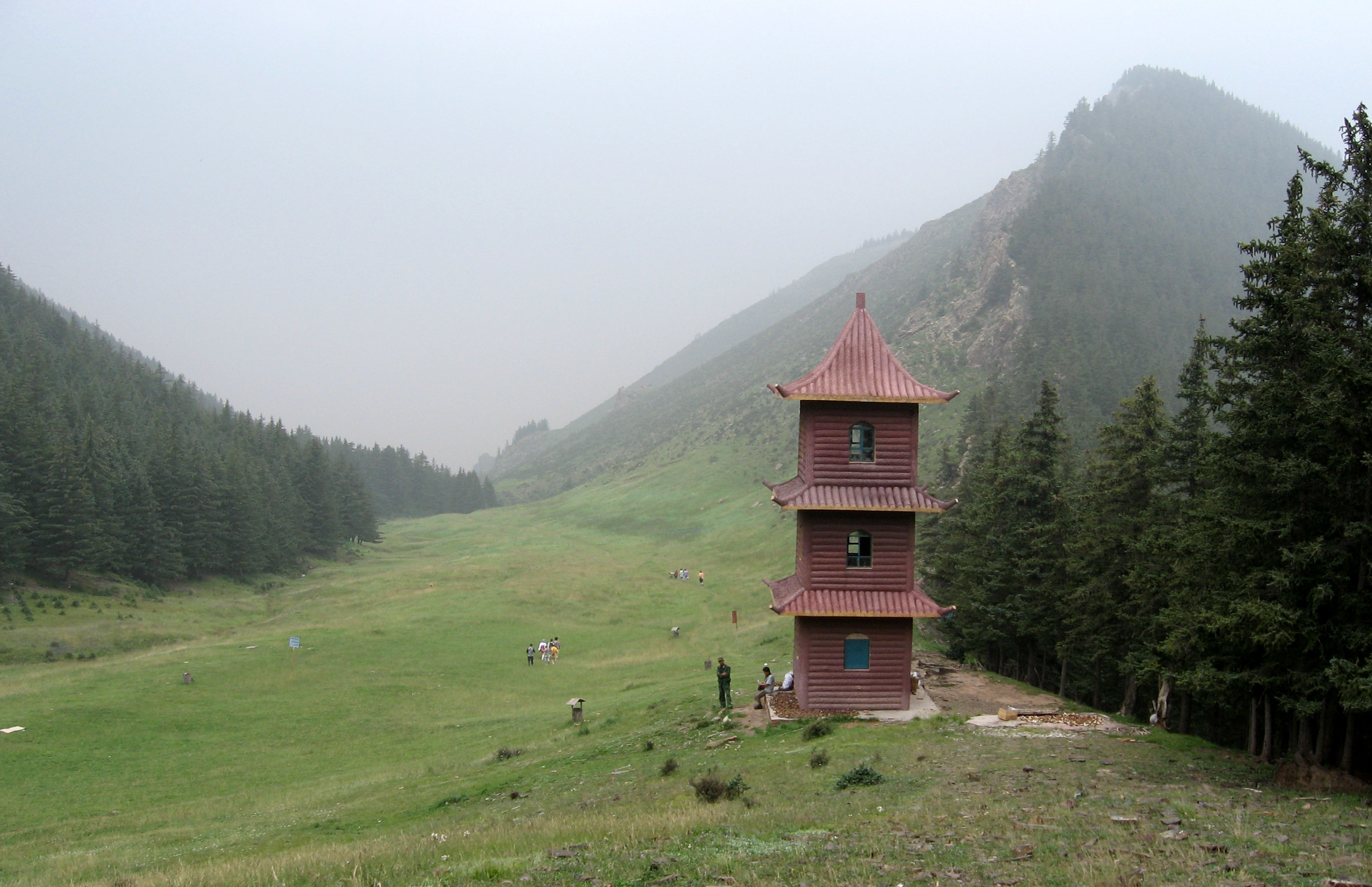
Landschap met een moderne pagode in het Helangebergte.
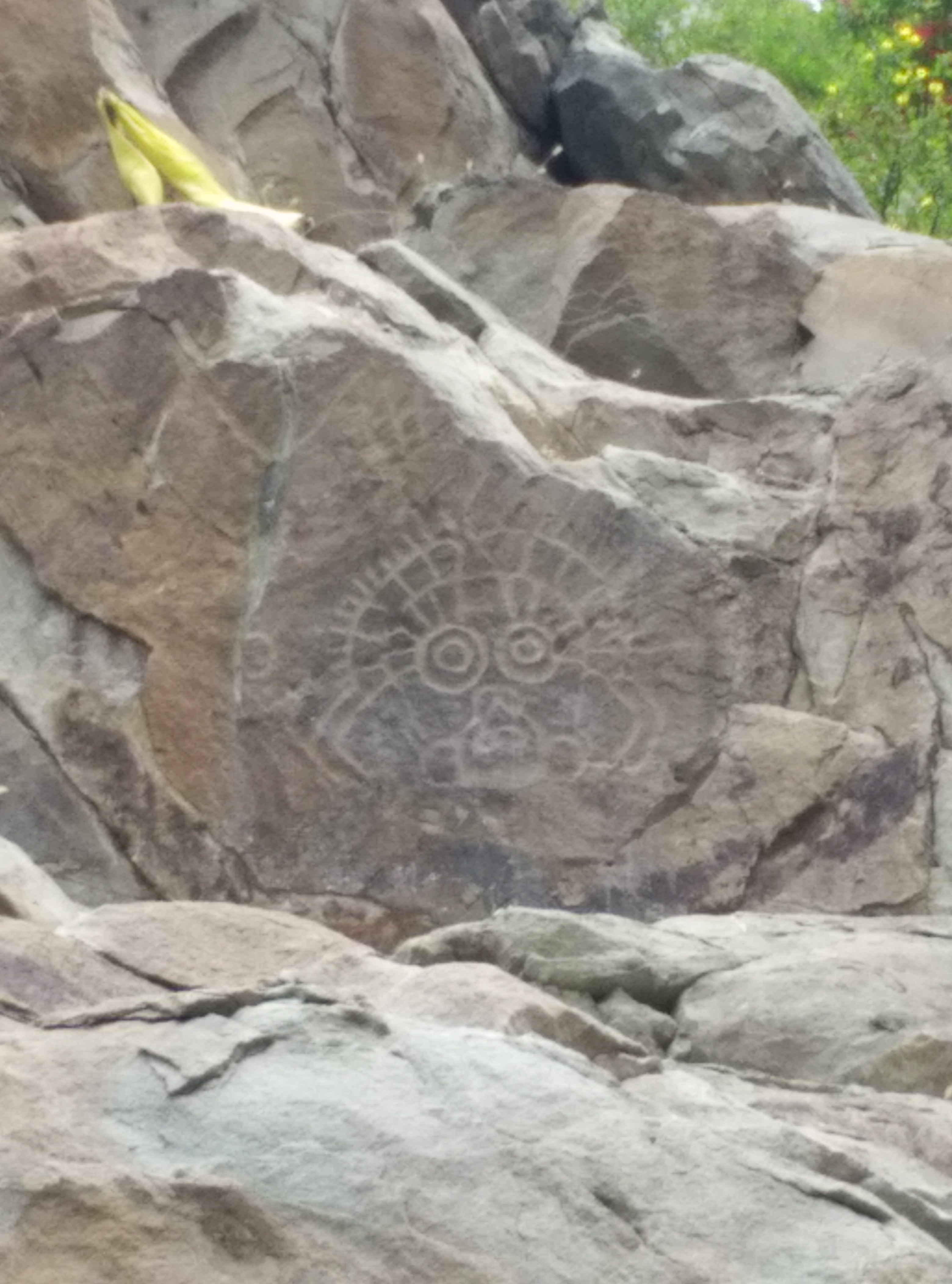
Petroglief van een zonnegod.
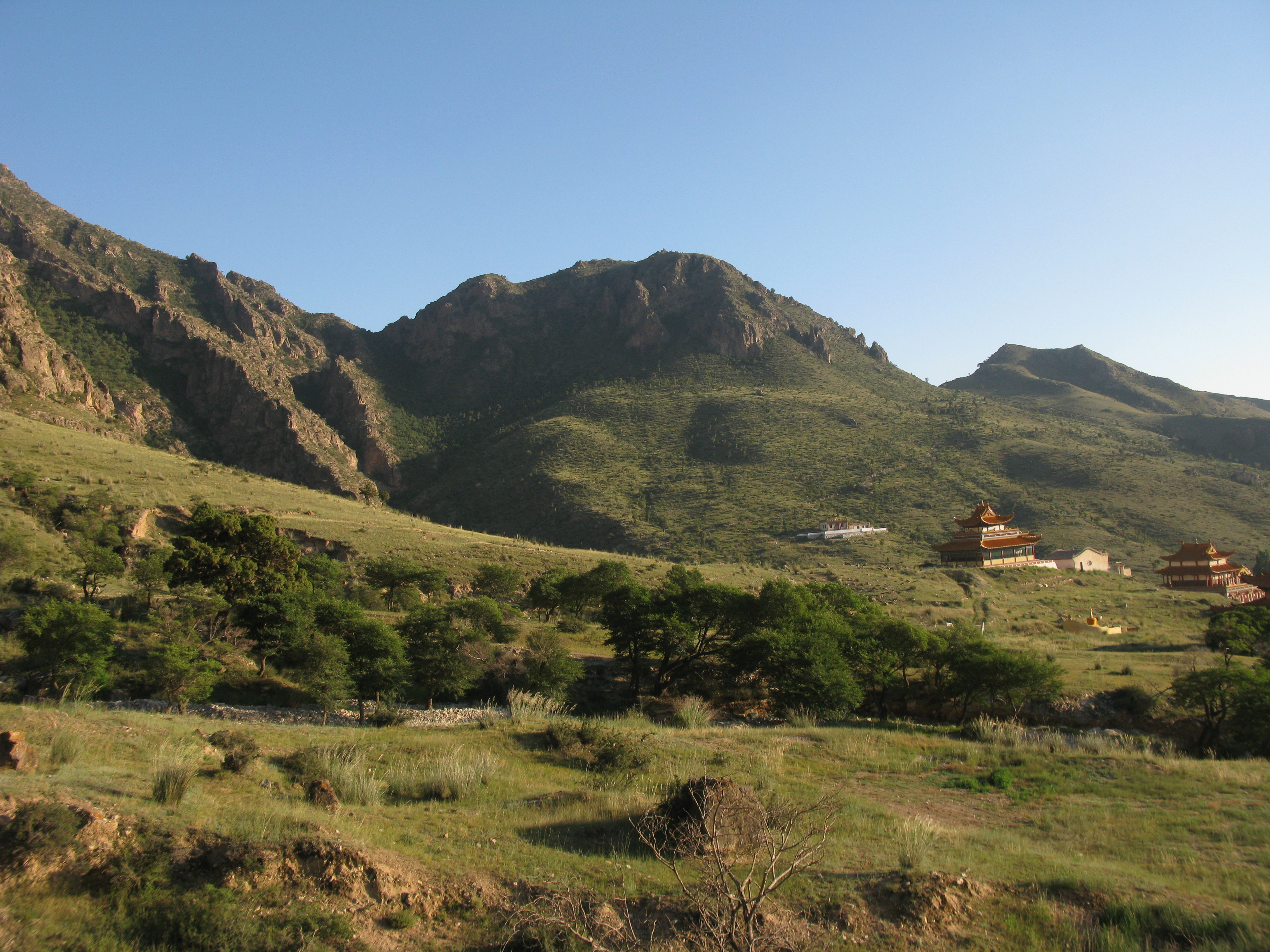
Helangebergte in Alxa.
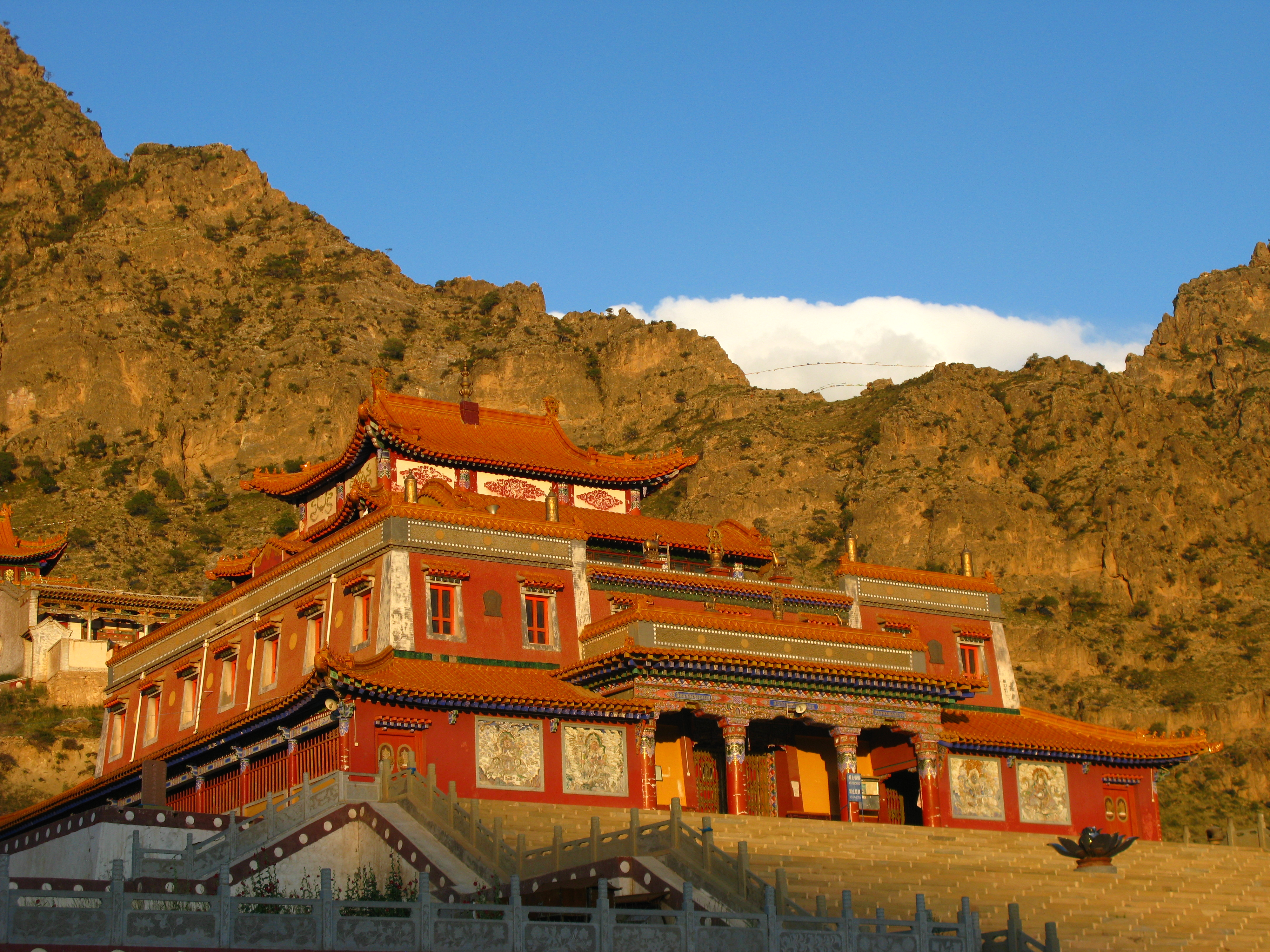
Guangzongtempel, Alxa.
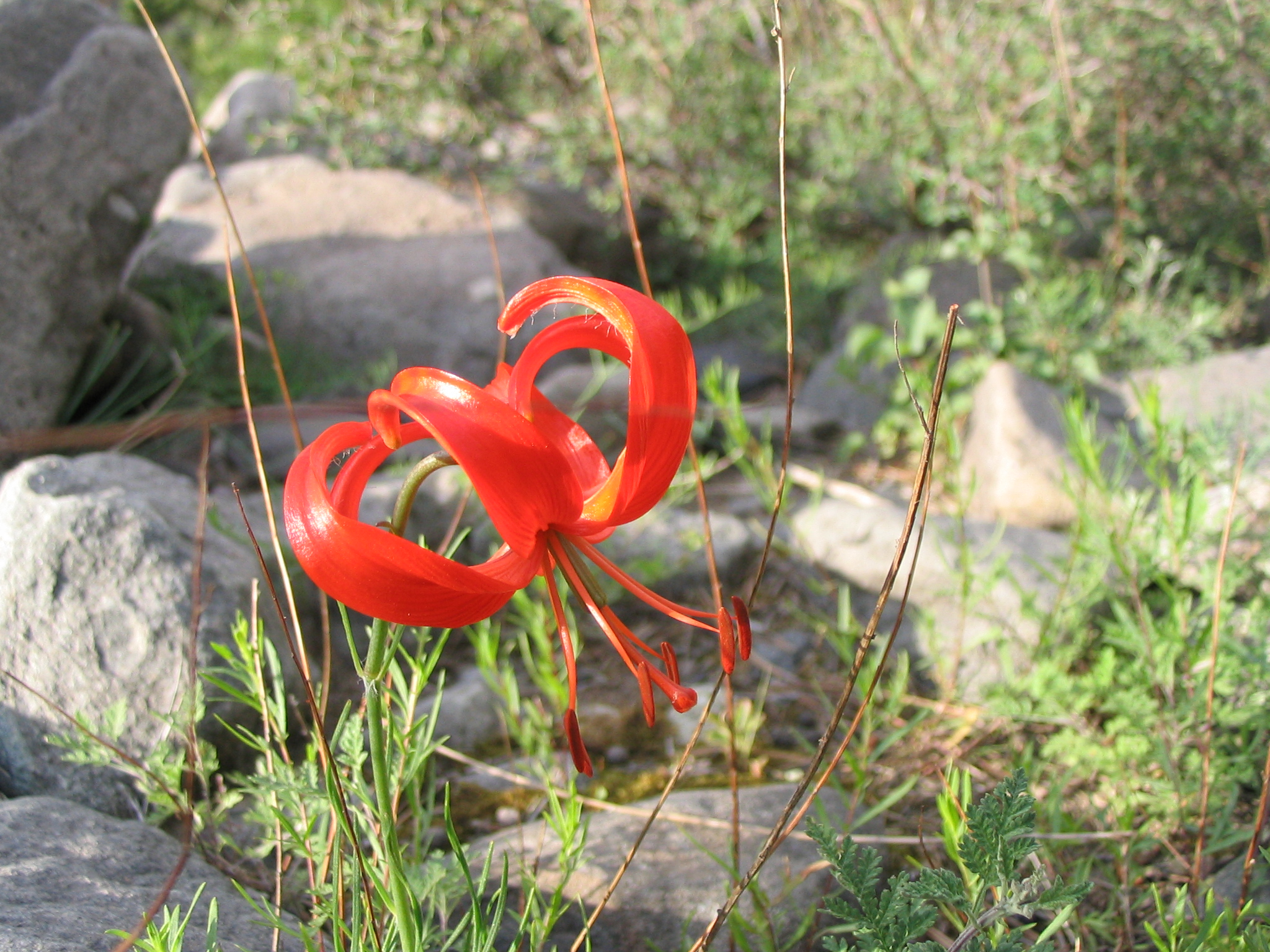
Een rode Lilium-bloem.
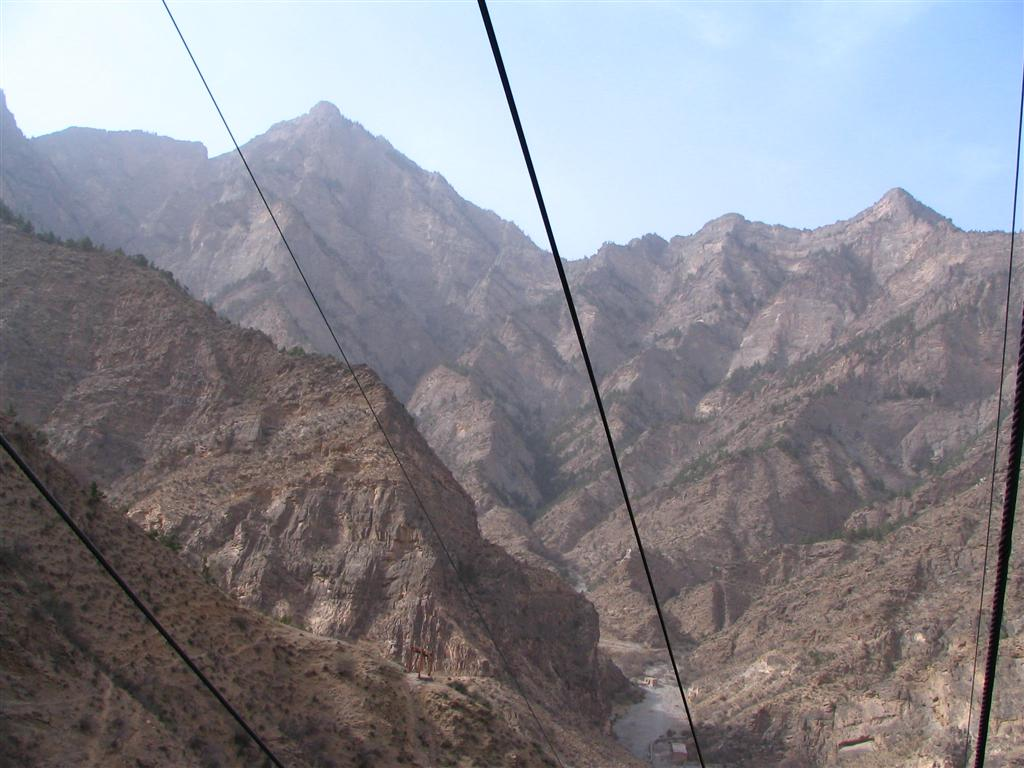
Zicht vanuit een kabelbaan, Helangebergte, Ningxia.
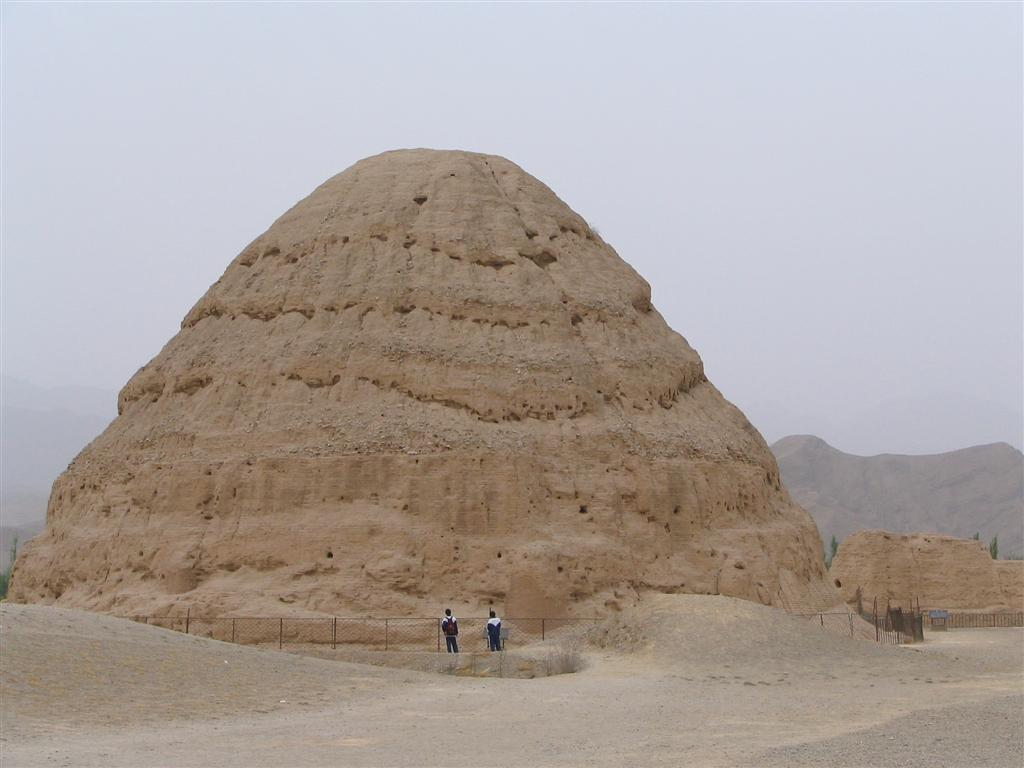
Overblijfselen van Mausoleum no. 3 van de Westelijke Xia.
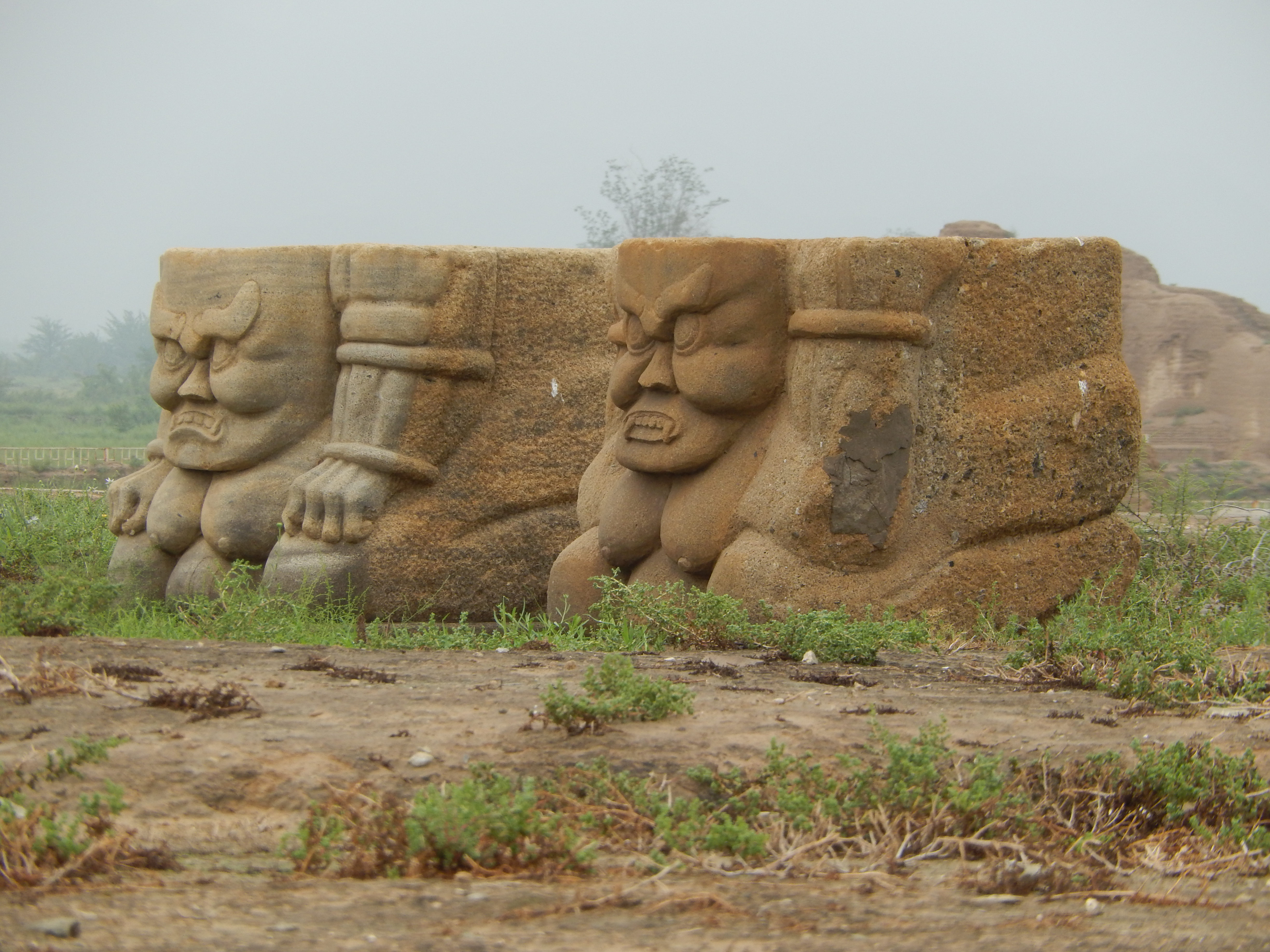
Woeste, heksachtige grafbewakers gebeeldhouwd op twee stele bases, Mausoleum no. 3 van de Westelijke Xia.